# Cottage Grove (Oregon)
Cottage Grove és una població dels Estats Units a l'estat d'Oregon. Segons el cens del 2007 tenia 9.345 habitants.

## Demografia
Segons el cens del 2000, Cottage Grove tenia 8.445 habitants, 3.264 habitatges, i 2.183 famílies. La densitat de població era de 988,1 habitants per km².
Dels 3.264 habitatges en un 33% hi vivien nens de menys de 18 anys, en un 49,4% hi vivien parelles casades, en un 13,2% dones solteres, i en un 33,1% no eren unitats familiars. En el 28,1% dels habitatges hi vivien persones soles el 14,3% de les quals corresponia a persones de 65 anys o més que vivien soles. El nombre mitjà de persones vivint en cada habitatge era de 2,54 i el nombre mitjà de persones que vivien en cada família era de 3,05.
Per edats la població es repartia de la següent manera: un 27,4% tenia menys de 18 anys, un 8,5% entre 18 i 24, un 26,4% entre 25 i 44, un 21,7% de 45 a 60 i un 16% 65 anys o més.
L'edat mediana era de 37 anys. Per cada 100 dones de 18 o més anys hi havia 86,5 homes.
La renda mediana per habitatge era de 30.442$ i la renda mediana per família de 37.457$. Els homes tenien una renda mediana de 30.775$ mentre que les dones 23.485$. La renda per capita de la població era de 14.550$. Aproximadament el 15,6% de les famílies i el 19,8% de la població estaven per davall del llindar de pobresa.

## Poblacions més properes
El següent diagrama mostra les poblacions més properes.